# Max Berk
Max Berk (* 14. November 1907; † 31. März 1993 in Mannheim) war ein deutscher Fußballspieler und Gründer des Modeunternehmens Betty Barclay.

## Werdegang
In den 1920er und 1930er Jahren war Berk als Fußballspieler erfolgreich. In der Mannschaft des VfR Mannheim gewann der Stürmer an der Seite von Sepp Herberger elf Mal die badische Landesmeisterschaft und wurde 1925 Süddeutscher Meister. Mit Hannover 96 wurde er 1935 Meister der Gauliga Niedersachsen.
Im Juli 1938 konnte Max Berk im Zuge der „Arisierung“ günstig die Mannheimer Wäschefabrik Eppstein & Gerstle kaufen, in der er selbst Lehrling gewesen war. Stiller Gesellschafter wurde der Dozent Walter Schmidt aus Heidelberg, Nachfolger des entlassenen jüdischen Arztes Albert Fraenkel. In einem Schreiben des Kreiswirtschaftsberaters der NSDAP Baden vom 15. Dezember 1938 heißt es dazu: „In der Anlage lege ich einen Kaufvertrag vor, wonach das Grundstück Band 172 Blatt 17 in Mannheim D 7,1 aus jüdischem Besitz an den Kaufmann Max Berk in Mannheim übergehen soll. Es handelt sich dabei um einen Nachtrag zu der Arisierung der jüdischen Firma Eppstein u. Gerstle, die Herr Berk im Juli d.J. vorgenommen hat.“ Berk gab damals an, NSDAP-Mitglied zu sein.
Max Berk stellte die Produktion auf Damenbekleidung um. 1945 lancierte er in Heidelberg eine Damenkollektion unter dem Namen Berk. 1955 reiste Berk in die USA und stieß dort auf die Werbefigur Betty Barclay, eine junge Frau mit Pferdeschwanz und Petticoat. Berk kaufte von der US-amerikanischen Jonathan-Logan-Gruppe die Vertriebsrechte für Europa an der Marke Betty Barclay und gründete die Betty Barclay Kleiderfabrik GmbH in Heidelberg. 1982 zog er sich aus der Geschäftsführung zurück und übergab sie an seinen Schwiegersohn Jürgen H. Winter.
1978 kaufte Berk in Ziegelhausen eine Kirche und eröffnete darin das Museum Textilsammlung Max Berk, das seit 2002 zum Kurpfälzischen Museum Heidelberg gehört.
Max Berk war langjähriger Vorsitzender und Präsident des Tennis-Club Schwarz-Gelb Heidelberg. Er baute für den Club Anfang der 1950er Jahre unter anderem die erste reine Tennishalle Deutschlands.
Max Berk starb am 31. März 1993 in Mannheim. 

## Ehrungen
- 1952: Verdienstkreuz am Bande der Bundesrepublik Deutschland
- 1966: Ehrenbürger der Gemeinde Nußloch[11]
- 1977: Verdienstkreuz I. Klasse der Bundesrepublik Deutschland
- 1993: Richard-Benz-Medaille für Kunst und Wissenschaft
- Ehrensenator der Ruprecht-Karls-Universität Heidelberg
- Große Universitätsmedaille der Universität Heidelberg